# Виреши
Ви́реши (латыш. Vireši) — населённый пункт в северо-восточной части Латвии, административный центр Вирешской волости Смилтенского края. До 1 июля 2009 года входил в состав Алуксненского района, в 2009—2021 годах — в составе Апского края.
Расположен на государственной автодороге A2.
Расстояние до Смилтене — 24 км, до Алуксне — 48 км, до Риги — 150 км.

## История
В исторических источниках первый раз упоминается в 1224 году.
В советское время в селе располагался совхоз «Алсвики».
В Виреши имеются: 2 магазина, кафе, Дом культуры, фельдшерский пункт, почтовое отделение.